# 13266 Maiabland
13266 Maiabland è un asteroide della fascia principale. Scoperto nel 1998, presenta un'orbita caratterizzata da un semiasse maggiore pari a 2,8616751 au e da un'eccentricità di 0,0842395, inclinata di 1,46554° rispetto all'eclittica.
L'asteroide è dedicato all'insegnante statunitense Maia Bland.